# 丹波巨龙属

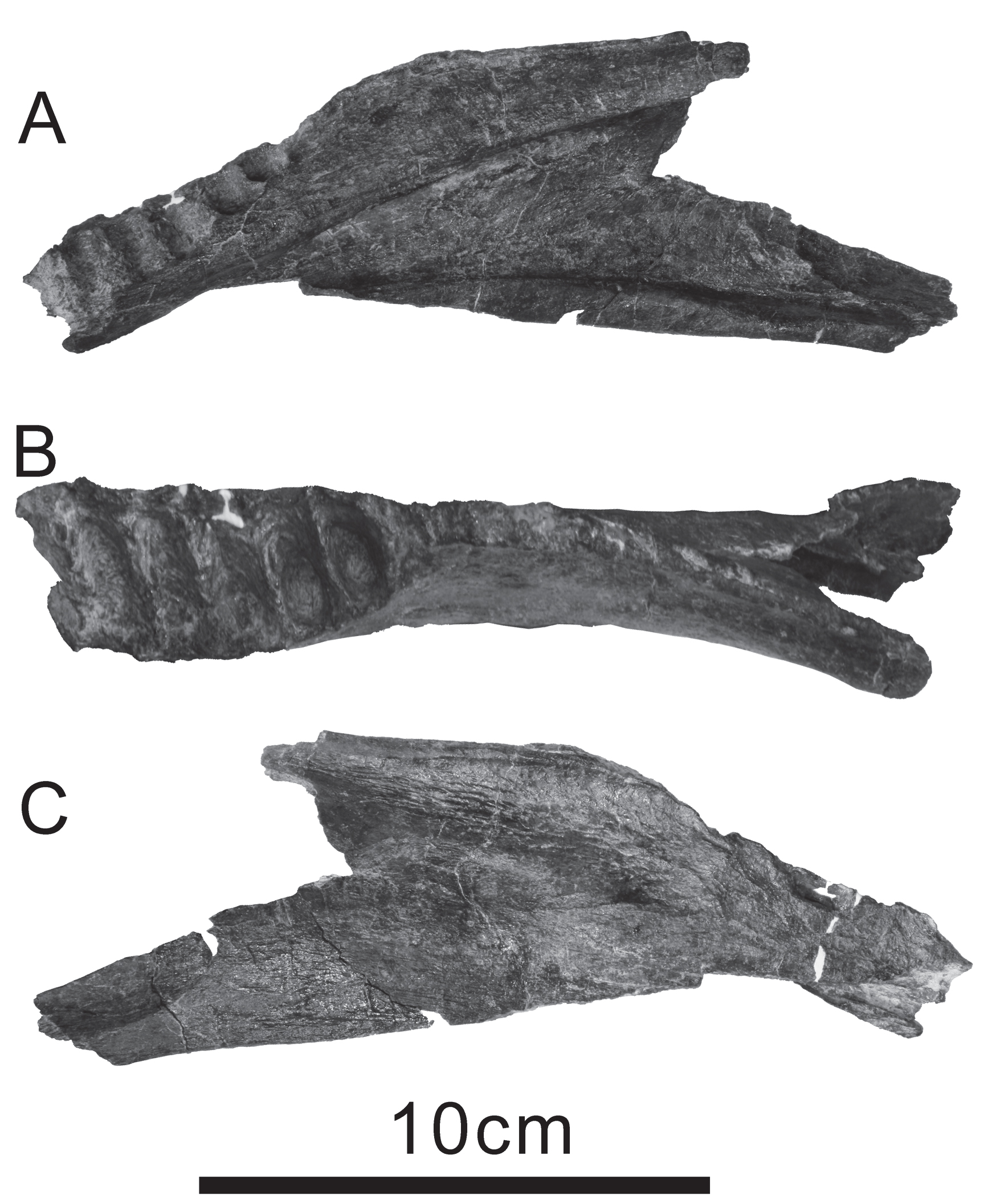
齿骨

丹波巨龙（Tambatitanis，意为“丹波的巨人”，取自日本关西西北地区的别称“丹波”）是日本早白垩世（？阿尔比阶早期）一属已灭绝的巨龙形类恐龙，模式种兼唯一种友谊丹波巨龙（Tambatitanis amicitiae）发现于筱山群。该物种长约14米，重约4吨，是巨龙形类的一个基群，可能属于盘足龙科。正模标本收集于2006至2010年间。